# Indirizzi I/O
Un indirizzo I/O è, in ambito informatico, un indirizzo di memoria dedicato alla comunicazione tra il microprocessore e una periferica. 
L'uso di intervalli di indirizzi dedicati alla comunicazione con le periferiche semplifica la comunicazione stessa, che può avvenire tramite le normali istruzioni di lettura e scrittura in memoria, anziché richiedere operazioni specifiche, che inoltre complicherebbero la struttura del processore. Allo stesso tempo, riservare una porzione dello spazio degli indirizzi alla comunicazione con le periferiche riduce gli indirizzi di memoria utilizzabili dalle applicazioni per la memorizzazione dei dati, ma questo problema è diventato sempre meno grave con l'evoluzione da sistemi a 8 e 16 bit verso i 32 e 64 bit.